# تواريخ آل سلجوق (لليازيجي)
تواريخ آل سلجوق (بالأبجدية العثمانية : تواريخ آل سلچوق)، هو كتاب من تأليف یازیجي أوغلى علي للسلطان العثماني الثاني. وهو كتاب تاريخي كتب بناء على طلب مراد . أضاف يازجي أوغلو علي الترجمة التركية للعمل الفارسي لمؤرخ دولة سلاجقة الأناضول ابن بيبي ، المسمى الأوامير العلائية في الأمور العلائية، وبالتالي خلق القسم الأكثر أهمية عن تأريخ علي سلجوق. بالإضافة إلى الاستفادة من عمل رشيد الدين همداني المسمى "جامع التواريخ"، فقد كتب أيضًا أساطير الأوغوز التاريخية وأساطير الأويغور الأوغوزنامه.